# Jana Pleskalová
Jana Pleskalová (* 1. února 1949 Brno) je česká lingvistka a onomastička. 

## Život
Vystudovala češtinu a latinu na Univerzitě Jana Evangelisty Purkyně (nyní Masarykova univerzita). Její výzkum zahrnuje vývoj češtiny, slovotvorbu, onomastiku a dialektologii. V roce 1989 získala doktorát a roku 2003 se stala profesorkou. Publikovala kolem 200 vědeckých prací a je členkou redakční rady časopisu „Acta onomastica“. Mezi její významné práce patří díla o staročeských osobních jménech a encyklopedii češtiny.

## Dílo
- Tvoření nejstarších českých osobních jmen (1998)
- Stará čeština pro nefilology (2003)
- Vývoj vlastních jmen osobních v českých zemích v letech 1000–2010 (2011)
- Nový encyklopedický slovník češtiny (2016)